# Adrienne Johnson (cestista 1974)
Adrienne Lynn Johnson (Louisville, 5 febbraio 1974) è un'ex cestista statunitense, professionista nella WNBA.